# Les Dessous de Clara Morgane
 Pour plus de détails, voir Fiche technique et Distribution
Les Dessous de Clara Morgane est un film documentaire français contenant des scènes érotiques réalisé par Fred Coppula, sorti en 2002.

## Synopsis
Ce documentaire retrace le parcours de l'actrice du X Clara Morgane sur sa première année dans l'univers du X. Le reportage est une interview de la starlette entrecoupé par des scènes pornographiques, des shooting photos réalisés par le photographe Rafik, des shows en live et la cérémonie des hots d'or au cours duquel elle obtient son « Hot d'Or de la meilleure starlette du X 2001. » Les scènes comprennent l'essai tourné entre Clara Morgane et son petit ami Greg Centauro pour Fred Coppula, la première scène lesbienne de Clara Morgane avec l'actrice Rumika et les deux autres scènes avec encore Greg Centauro.

## Fiche technique
- Titre : Les Dessous de Clara Morgane
- Réalisation : Fred Coppula
- Société de production : Blue One
- Pays d'origine : France
- Format : couleurs, vidéofilm
- Genre : pornographique
- Durée : 84 minutes
- Date de sortie : 2002
- Reportage interdit aux moins de 18 ans lors de sa sortie en France

## Distribution
- Clara Morgane
- Greg Centauro
- Estelle Desanges
- Rumika

## Le DVD
Pour la sortie en DVD, le reportage est accompagné d'un autre DVD Faites vibrer Clara Morgane, DVD interactif qui consiste à projeter le téléspectateur comme partenaire de l'actrice.